# Japurá (Paraná)
Japurá é um município brasileiro do estado do Paraná. Sua população estimada em 2014 era de 9 095 habitantes.

## Geografia
Japurá tem 165,184 quilômetros quadrados de área total do Município, e confronta-se: "ao Norte com São Carlos do Ivaí, ao Sul com São Tomé, ao Leste com São Carlos do Ivaí e a Oeste com Indianópolis". Está linha do Trópico de Capricórnio, a Noroeste do estado do Paraná, zona fisiográfica do Ivaí.

### Relevo
O Relevo pertence ao Terceiro Planalto Paranaense, subdivisão do Planalto Brasileiro Meridional; é de aspecto ondulado, sem grandes diferenças altimétricas que apresentam nossas terras.
O solo tem coloração arroxeada, e é formado a partir de rochas eruptivas básicas, com classes variadas. Em sua maior parte, é formado por solo de classe Latossolo Roxo, que por sua vez é constituído por solos minerais, não hidromórficos, com horizonte B latossólico, formados a partir de rochas eruptivas básicas.
O reconhecimento hidrográfico de nossa região, principalmente o sistema hidrográfico do rio Ivaí, foi feito por expedições de Cabeza de Vaca, Sanabria e Schimidel, bem como por expedições militares espanholas e pelos Jesuítas.

### Solo
O município de Japurá apresenta classes variadas de solo de origem eruptiva.
Assim sendo, 10% do solo do município compreende a classe ‘Terra Roxa Estruturada". São solos minerais, não hidromórficos, com horizonte B textural, com argila de baixa capacidade de troca de cátions, predominantemente caulíticas com baixo gradiente textural ricos em sesquióxidos de ferro e alumínio e derivados de rochas eruptivas básicas. São de coloração avermelhada, profundos, argilosos, bem drenados e porosos. São solos com alta fertilidade natural, moderadamente ácidos e praticamente sem alumínio trocável.
Japurá apresenta em 15% do total de seu solo o tipo Latossolo Vermelho Escuro. São solos minerais, com B latossólico, de textura argilosas ou média, ricos em sesquióxidos, porém com teores de ferro, titânio e manganês, menos que os do Latossolo Roxo. São solos predominantemente álicos e distróficos portanto, forte e extremamente ácidos, encontrando-se em menor proporção na área estudada variedade entróficas, sendo estas moderadamente ácidas e por vezes praticamente neutras.
O município apresenta também, em 70% do total de seu solo a classe Latossolo Roxo. Esta classe é constituída por solos minerais, não hidromórficos, com horizonte B latossólico, formados a partir de rochas eruptivas básicas.
São de coloração arroxeada, muito profundos, porosos, friáveis, acentuadamente drenados, com argila de baixa capacidade de troca de cátions (gilbisisticos, cauliníticos ou oxídicos) e elevados teores de sesquióxidos de ferro, alumínio e óxidos de titânio e manganês. A classe é composta por solos muito profundos, normalmente com mais de três metros de espessura, não sendo rara, entretanto, a ocorrência de solos, com mais de cinco ou dez metros de profundidade.

### Clima
O município de Japurá apresenta o tipo climático ‘c f a’, de acordo com a classificação de Koppen: C = mesotérmico tropical; F = chuvas bem distribuídas durante o ano e A = verão quente.

### Vegetação
Japurá era coberto pela mata tropical pernifólia, que são formados por árvores de grande porte. Hoje ela está quase extinta, com exceção da reserva existente na Fazenda Lagoa, de propriedade da Companhia Melhoramentos Norte do Paraná, e de algumas pequenas reservas florestais particulares, todo esse desmatamento foi realizado com o propósito de dar início à cultura do café, hoje alternada com outras.

### Hidrografia
Historicamente, o rio Ivaí foi muitíssimo importante como fator de penetração em nossa região.
O primeiro a reconhecer o Rio "Guibay" ou "Hubay", o rio Ivaí, foi Ruy Dias Melgarejo, em cujas margens foram estabelecidos pontos de abastecimento, o que, finalmente, levou no ano de 1576, à fundação da Vila Rica do Espírito Santo, na margem sul do rio Ivaí, nas proximidades da foz do rio Corumbataí, área do atual município de Fênix.
O rio Ivaí tem um percurso total de 685 quilômetros e sua bacia hidrográfica abrange 35 845 quilômetros quadrados.
Os afluentes do rio Ivaí são: Rio dos Índios, Ribeirão Cristal, Córrego Aguapeí, Córrego Taguaçaba e Córrego Jari.

### Ocupação do município
Por volta do ano de 1953 algumas clareiras abriram-se nas cercanias do local designado pelo nome Japurá. De cidade, tinha apenas o nome; nem sequer tinha traçado nas ruas.
As primeiras derrubadas foram feitas na parte oeste e sudoeste do futuro município, de vez que os pioneiros tinham mais acesso dessa parte, pois a cidade de Jussara era o último reduto para os mesmos, enquanto Cianorte contava simplesmente com duas ou três "vendas" de secos e molhados e São Tomé só tinha uma picada central, que futuramente deu lugar a sua avenida principal.
No mesmo ano, Moisés Rodrigues estabeleceu uma ‘venda’ em seu sítio. No mesmo logradouro, mais tarde, foi construída uma igrejinha e uma escola. A primeira linha de ônibus deu-se nesse mesmo local, já que Japurá, até então, não existia.
No lugar designado pelo engenheiro chefe, Vladimir Babkov da Companhia Melhoramentos Norte do Paraná para ser construída a cidade de Japurá em fins de 1954, estabeleceu-se Irineu Batista Câmara, primeiro morador da cidade e que seria também o seu primeiro e bem merecido prefeito. Como agente corretor da referida imobiliária, a Irineu B. Câmara foi fácil obter um pequeno terreno à esquerda de quem está chegando na cidade, vindo da estrada que liga São Tomé a Japurá e estabeleceu ali uma ‘venda’ de secos e molhados.
Após a derrubada da mata no local da cidade, esse senhor mudou-se para o leste da cidade, na saída para Floraí /São Jorge - atual Estrada Porto Novo. Outros vieram nos meses subsequentes, e assim se processou a ocupação de todo o município e da cidade.

### Denominação do município
Quando do levantamento topográfico que era feito pelo Departamento de Topografia da Companhia Melhoramentos Norte do Paraná ao se depararem com as aguadas nas regiões pesquisadas, eles mesmos as batizavam. Os nomes que eles escolhiam geralmente vinham do dicionário guarani, da relação de acidentes geográficos dos países de onde vinham os imigrantes (Portugal, Espanha, Itália…). Escolhiam também os nomes pelas marcas de cigarros, de quadros de futebol e até mesmo o nome de namoradas e esposas dos agrimensores eram usados. Só não eram alterados os nomes dos rios e ribeirões que constavam em escrituras antigas.
Os povoados ou patrimônios recebiam geralmente o nome da aguada mais próxima. É o caso do nosso município que recebeu esse nome devido ao fato de existir muito próximo a sede do município, o Córrego Japurá.
Acreditava-se que este nome teria se originado da Tribo Indígena "Japurás"  que existe até hoje no Amazonas e que alguns componentes dessa tribo viviam na região na época da colonização. Não existe nenhuma prova histórica de que isso possa ter acontecido.
Outra meia verdade em que se acreditava é que o nome Japurá teria sido empregado em homenagem ao sr. Miguel Maria Lisboa, "Barão de Japurá" que teria participado na colonização do Norte do Paraná, o que deixa de ser verdade pelo fato de que ele morreu no século passado e o Norte do Paraná foi todo colonizado neste século.

## Economia

### Indústria
A primeira indústria instalada em Japurá foi uma indústria de Oleiro no ano de 1959 pertencente ao Manoel Peres Filho. Uma indústria que com a diversificação em seus produtos na área de construção civil, deu início a expansão industrial de Japurá.
Anos depois, surgiram novas indústrias do ramo oleiro. Em 1964 foi instalada a Cerâmica Barra Bonita, de Ângelo Frazatto. Em 1966 foi instalada a Olaria Barra Bonita de propriedade da família Vasques. Contamos também com a Cerâmica Santa Izabel de propriedade de Sidney Rizatto, que contribuiu para o desenvolvimento industrial do município.
Destacam-se também no município as fábricas de confecções, tendo início em 1980 com a fábrica de Marlene Bortoletto abrindo caminhos para o ramo de confecções de lingerie.
Atualmente conta o município com mais de quinze micro-indústrias no ramo de confecções e duas fábricas de calçados.

### Agricultura
O desenvolvimento agrícola do município de Japurá teve início com a cultura do café, com suas terras férteis e próprias para o plantio cafeeiro, propiciou logo um grande desenvolvimento tanto para o povo
Com as geadas, os desestímulos vieram e como consequência vieram os plantios de soja e trigo. Em 1962 começou o plantio de trigo, sendo o mesmo plantado no meio do café e colhido com ferros que eram utilizados para cortar o trigo. 
Outras culturas paralelas também surgiram, como do feijão, arroz, milho e algodão.
Atualmente em nosso município a cultura de soja está ocupando um espaço maior, num total de 6.000 alqueires do qual temos uma produção anual de 3 000 quilos por alqueire. Encontramos também com grande destaque a cultura de café, trigo, algodão e milho.
Com a introdução da usina de álcool "COANTO" em São Tomé, município vizinho, surgiu também plantações de cana de açúcar.

### Pecuária
De pouca expressão devido a intensa atividade agrícola, a pecuária em nosso município foi se desenvolvendo aos poucos, tendo início com pequenos piquetes no interior dos sítios.
Cada sitiante possuía o seu piquete apenas para ter o leite para sua sobrevivência. Com o passar do tempo foi se ampliando as atividades agrícolas em torno da pecuária, surgindo assim as invernadas. Os pecuaristas japuraenses procuraram aprimorar mais os seus rebanhos, surgindo, com Geraldo Sertorio, o primeiro rebanho leiteiro. A partir daí a introdução de outras raças como a Gir e Holandesa.
Atualmente há no município uma área de 3 000 alqueires de pastagens formada, a qual conta com 3 660 cabeças de gado de corte, 880 de gado de leite, 1 530 de gado misto, 100 bubalinos e 150 ovinos.

## Demografia
De acordo com o Banco de dados do CELEP (1990) a população de Japurá fica distribuída:
- Rural     - 3.725 habitantes
- Urbana    - 7.438 habitantes
- Total     - 10.673 habitantes

Devido a fatores sócio-econômicos, houve uma redução da população pois a deficiência na oferta de emprego levou muitas famílias a procurarem os grandes centros. O fator determinante para a redução da população foi a erradicação da cafeicultura que em décadas anteriores fixava as famílias na área rural.
De acordo com dados da Prefeitura do Município, a população atualmente encontra-se assim distribuída.
- Urbana - 6.487 habitantes
- Rural  - 1.761 habitantes
- Total  - 8.248 habitantes

### Etnia
O tipo étnico predominante no município de Japurá é o branco, havendo uma percentagem mínima de amarelos (japoneses) e reduzidíssima de negros. Os brancos vindos de outras cidades do norte paranaense são na maioria de origem italiana, espanhola e também portugueses. Grande número de habitantes atuais são originários de outros Estados principalmente do estado de São Paulo e de Minas gerais.

## Economia
A indústria dominante no Município é a de produtos minerais não metálicos, vestuário,calçados, tecidos e produtos alimentares. Os principais produtos agrosilvopastoris são soja, trigo, milho, mandioca e cana-de-açúcar.

## Esporte
No passado a cidade de Japurá possuiu um clube no Campeonato Paranaense de Futebol, a Sociedade Esportiva e Recreativa Japurá.